# Ahmednagar

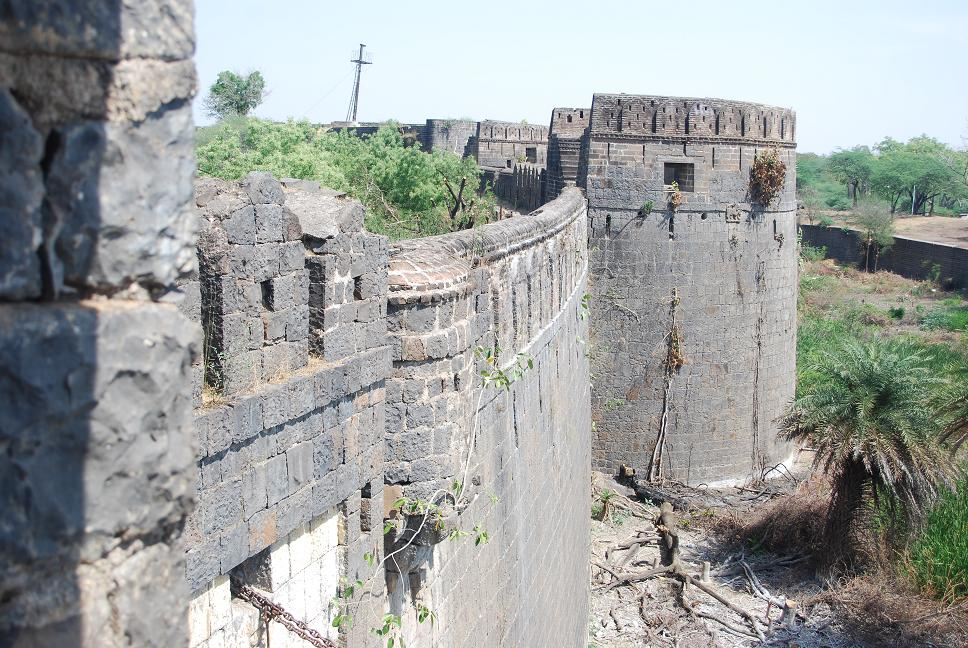
Ahmednagar-Fort

Ahmednagar (Marathi: अहमदनगर) ist eine Distrikthauptstadt (Municipal Corporation) mit ca. 380.000 Einwohnern im indischen Bundesstaat Maharashtra.

## Lage und Klima
Ahmednagar liegt im Hochland des Dekkan etwa 250 km (Fahrtstrecke) östlich von Mumbai in einer Höhe von ca. 650 m; die Millionenstadt Aurangabad befindet sich ca. 115 km nordöstlich. Das Klima ist meist trocken und warm bis heiß; Regen (ca. 785 mm/Jahr) fällt nahezu ausschließlich während der sommerlichen Monsunzeit.

## Bevölkerung
| Jahr      | 1991    | 2001    | 2011    |
| Einwohner | 181.339 | 307.615 | 350.859 |

Der Bevölkerungszuwachs der letzten Jahrzehnte ist im Wesentlichen auf die anhaltende Zuwanderung von Familien aus dem Umland zurückzuführen.
Gut 75,5 % der Einwohner sind Hindus, ca. 15,5 % sind Moslems, knapp 4,5 % sind Jains und knapp 2,5 % sind Christen; andere Religionen wie Buddhisten, Sikhs etc. bilden zahlenmäßig kleine Minderheiten. Der männliche Bevölkerungsanteil ist um ca. 7 % höher als der weibliche.

## Wirtschaft
Der wichtigsten Wirtschaftszweige sind die Fahrzeug- (Motorräder, Fahrzeugteile), elektrotechnische (Fernseh-, Faxgeräte, Generatoren), metallverarbeitende (Eisen, Stahl, Kupfer), Textil- (Baumwolle), chemische und pharmazeutische Industrie sowie die Herstellung von Nahrungs- und Genussmitteln.

## Geschichte
Ahmednagar wurde 1494 von Ahmad Nizam Shah I. an der Stelle der alten Stadt Bhingar gegründet und nach ihm benannt. Die Stadt verlieh dem vier Jahre zuvor durch Ahmad aus dem Bahmanidenreich herausgelösten Sultanat Ahmednagar seinen Namen und als dessen Hauptstadt wurde sie zur Festung und Residenz ausgebaut. Im Jahr 1600 eroberte – trotz erbitterten Widerstandes durch die Regentin Chand Bibi – ein Heer des Mogulherrschers Akbar I. die Stadt. Die Nizam-Shahi-Sultane flohen daraufhin in das 120 km südöstlich gelegene Parenda. Nach kurzzeitiger Wiederherstellung der Macht der Sultane fiel Ahmednagar im Jahr 1633 endgültig an das Mogulreich. Im 18. Jahrhundert, nach dem Zerfall des Mogulreiches, kam es an Hyderabad. Innenpolitische Streitigkeiten veranlassten den Kommandeur der Festung Ahmednagar im Jahre 1759 zur Übergabe der Stadt an die rasch expandierenden Marathen.
Im Jahr 1803 nahmen die Briten unter General Wellesley Ahmednagar im Zuge des Zweiten Marathenkrieges ein, mussten es aber noch im selben Jahr wieder an die Marathen abtreten. Endgültig in britischen Besitz gelangte die Stadt im Jahr 1817. Während der Kolonialzeit befand sich in der alten Festung ein Gefängnis, in dem zahlreiche Führer der indischen Unabhängigkeitsbewegung zeitweise einsaßen, darunter Jawaharlal Nehru, Vallabhbhai Patel, Subhash Chandra Bose und Abul Kalam Azad. In beiden Weltkriegen wurden hier Internierungslager für Enemy Aliens eingerichtet.

## Sehenswürdigkeiten
- Zu den bedeutendsten Sehenswürdigkeiten in Ahmednagar zählen mehrere – teils nur als Ruinen erhaltene – Baudenkmäler, die unter muslimischer Herrschaft errichtet wurden, darunter das im späten 15. Jahrhundert begonnene Ahmednagar-Fort, das Mausoleum des Stadtgründers Ahmad Nizam Shah, der verfallene Palast Bagh Rauza (alle aus dem 16. Jahrhundert) sowie der unscheinbare Gedenkbau aus dem frühen 18. Jahrhundert, in dem der Leichnam des letzten bedeutenden Mogulherrschers Aurangzeb für die Überführung an seine letzte Ruhestätte in Khuldabad nahe Aurangabad vorbereitet wurde.

Umgebung
- Ca. 12 km östlich der Stadt auf einem ca. 900 m hohen Hügel (d. h. ca. 300 m oberhalb des umgebenden Geländes) erhebt sich das Mausoleum für Salabhat Khan, einen Minister von Sultan Murtaza Nizam Shah I. (reg. 1565–1588).

## Söhne und Töchter der Stadt
- Sadashiv Amrapurkar (1950–2014), Schauspieler und Regisseur
- Madhu Dandavate (1924–2005), Politiker
- Michael Dewar (1918–1997), Chemiker
- Anna Leonowens (1831–1915), Lehrerin und Reisende; Vorbild für „Anna“ in Anna and the King of Siam/Der König und ich
- Spike Milligan (1918–2002), irischer Komiker, Schriftsteller, Dichter und Jazz-Musiker
- Michael Rodrigues (1884–1964), Bischof von Belgaum